# Meruliaceae
Meruliaceae is een botanische naam, voor een familie van schimmels. Het typegeslacht is Merulius.

## Geslachten
Volgens Mycobank bestaat de familie uit 48 geslachten:
1. Acia (1)
2. Antrodiella (64)
3. Aurantiporus (4)
4. Beccariella (23)
5. Cabalodontia (7)
6. Ceriporiopsis (51)
7. Cerocorticium (6)
8. Chrysoderma (1)
9. Cladoderris (2)
10. Climacodon (6)
11. Columnodontia (1)
12. Corticium
13. Cystidiophorus
14. Dacrina
15. Dermosporium
16. Donkia (1)
17. Efibulella (1)
18. Elaphroporia (1)
19. Flaviporus (10)
20. Gelatoporia (1)
21. Hermanssonia (1)
22. Hydnophanerochaete (1)
23. Hydnophlebia (10)
24. Hyphoderma
25. Hyphodontiastra (1)
26. Jacksonomyces (1)
27. Lamelloporus (1)
28. Lilaceophlebia (2)
29. Luteoporia (3)
30. Masseerina
31. Merulius (9)
32. Metuloidea
33. Mycoacia (17)
34. Mycoaciella (6)
35. Mycorrhaphoides (1)
36. Nodotia (1)
37. Pappia
38. Phlebia (89)
39. Phlebiporia (1)
40. Podoscypha (43)
41. Pouzaroporia (1)
42. Ricnophora (1)
43. Sarcodontia (5)
44. Scopuloides (7)
45. Solenia (9)
46. Spongipellis (7)
47. Stereophlebia (1)
48. Trabecularia (1)